# Alex Campbell (jégkorongozó)
Alexander Campbell (Kanada, Ontario, Chatham, 1948. április 20. –) kanadai profi jégkorongozó.

## Karrier
Komolyabb junior karrierjét az OHA-s Peterborough Petes kezdte 1964-ben. Előtte az 1964-es NHL-amatőr drafton a Boston Bruins kiválasztotta őt az 1. kör 2. helyén. Az NHL-ben sosem játszott. A draft után nem sokkal a Bruins elcserélte őt és Ken Drydent a Montréal Canadienshez Guy Allenért és Paul Reidért. 1965-ben nem játszott sehol. 1966–1967-ben visszatért a Peterborough Petesbe. Ezután 1969-ig szünetelt a játékospályafutása, majd egyetemre ment, ahol játszott az egyetemi csapatban. Ez a St. Lawrence Egyetem volt. Csak egy szezont töltött itt. Újabb másfél év szünet után az IHL-es Muskegon Mohawksba került egy teljes szezonra, végül végleg visszavonult az aktív játéktól.